# Joakim Fredrik Preis
Dr Joakim Fredrik Preis (ur. 1667, zm. 1759) – szwedzki dyplomata i doktor uniwersytecki.
Gdy w latach 1689–1703 szwedzkim rezydentem w Holandii (Haga) był Johan Palmquist,  Preis był (od początku 1703 roku) jego sekretarzem. Od roku 1715 Chargé d’affaires w Hadze, na której to placówce spędził prawie całe życie. Od 1719 z rangą rezydenta, a w latach 1725–1759 posła nadzwyczajnego (extraordinaris envoyé).
W roku 1719 nobilitowany jako baron (Friherre) Preis.

## Literatura
- Schutte, Buitenlandse vertegenwoordigers.